# Begadali, Hosanagara
Begadali là một làng thuộc tehsil Hosanagara, huyện Shimoga, bang Karnataka, Ấn Độ.